# Elecciones municipales de Maynas de 1986
Las elecciones municipales de Maynas de 1986 se llevaron a cabo el 9 de noviembre de 1986 para elegir al alcalde y al Concejo Provincial de Maynas para el periodo 1987-1989. La elección se celebró simultáneamente con elecciones municipales en todo el país.

## Sistema electoral
La Municipalidad Provincial de Maynas es el órgano administrativo y de gobierno de la provincia de Maynas. Está compuesta por el alcalde y el Concejo Provincial.
La votación del alcalde y el concejo se realiza en base al sufragio universal, que comprende a todos los ciudadanos nacionales mayores de dieciocho años, empadronados y residentes en la provincia de Maynas y en pleno goce de sus derechos políticos, así como a los ciudadanos no nacionales residentes y empadronados en la provincia de Maynas.
El Concejo Provincial de Maynas está compuesto por 19 regidores elegidos por sufragio directo para un período de tres (3) años, en forma conjunta con la elección del alcalde (quien lo preside). La votación es por lista cerrada y bloqueada. Se asigna a la lista ganadora los escaños según el método d'Hondt o la mitad más uno, lo que más le favorezca.

## Composición del Concejo Provincial de Maynas
La siguiente tabla muestra la composición del Concejo Provincial de Maynas antes de las elecciones.
| Partidos | Partidos                 | Regidores |
| -------- | ------------------------ | --------- |
|          | Partido Aprista Peruano  | 11        |
|          | Acción Popular           | 5         |
|          | Lista Independiente N° 5 | 3         |

## Partidos y candidatos
A continuación se muestra una lista de los principales partidos y alianzas electorales que participaron en las elecciones:
| Candidatura | Candidatura | Partidos y alianzas | Candidatos | Candidatos                 | Ideología                                               | Resultado previo | Resultado previo | Ref. |
| Candidatura | Candidatura | Partidos y alianzas | Candidatos | Candidatos                 | Ideología                                               | Votos (%)        | Reg.             | Ref. |
| ----------- | ----------- | --- | ---------- | -------------------------- | ------------------------------------------------------- | ---------------- | ---------------- | ---- |
|             | APRA        | Lista - Partido Aprista Peruano (APRA) |            | Máximo Meléndez Cárdenas   | Aprismo                                                 | 48.63%           | 11               |      |
|             | PPC         | Lista - Partido Popular Cristiano (PPC) |            | Sin información disponible | Conservadurismo social Humanismo Democracia cristiana   | 3.02%            | 0                |      |
|             | FNTC        | Lista - Frente Nacional de Trabajadores y Campesinos (FNTC) |            | Sin información disponible | Nacionalismo de izquierda Tahuantinsuyismo              | 0.71%            | 0                |      |
|             | IU          | Lista - Izquierda Unida (IU) – Unión de Izquierda Revolucionaria (UNIR) – Partido Unificado Mariateguista (PUM) – Partido Socialista Revolucionario (PSR) – Partido Comunista Revolucionario (PCR) – Partido Comunista Peruano (PCP) – Frente Obrero Campesino Estudiantil y Popular (FOCEP) |            | Sin información disponible | Marxismo-leninismo Mariateguismo Socialismo democrático | Nuevo            | Nuevo            |      |
|             | PADIN       | Lista - Partido de Integración Nacional (PADIN) |            | Sin información disponible | Centrismo Socioliberalismo                              | Nuevo            | Nuevo            |      |
|             | PST         | Lista - Partido Socialista de los Trabajadores (PST) |            | Sin información disponible | Trotskismo Obrerismo Sindicalismo                       | Nuevo            | Nuevo            |      |
|             | IND         | Lista - Lista Independiente N° 5 Movimiento Regionalista Loreto |            | Sin información disponible | Localismo mayneño                                       | Nuevo            | Nuevo            |      |
|             | IND         | Lista - Lista Independiente N° 7 |            | Sin información disponible | Localismo mayneño                                       | Nuevo            | Nuevo            |      |
|             | IND         | Lista - Lista Independiente N° 9 Voluntad General Amazónica |            | Sin información disponible | Localismo mayneño                                       | Nuevo            | Nuevo            |      |
|             | IND         | Lista - Lista Independiente N° 13 |            | Sin información disponible | Localismo mayneño                                       | Nuevo            | Nuevo            |      |

## Resultados

### Sumario general
|                        |                                                         |              |              |              |           |           |
| Partidos y coaliciones | Partidos y coaliciones                                  | Voto popular | Voto popular | Voto popular | Regidores | Regidores |
| Partidos y coaliciones | Partidos y coaliciones                                  | Votos        | %            | +/−          | Total     | +/−       |
|                        | Partido Aprista Peruano (APRA)                          | 32,148       | 38.65        | –9.98        | 11        | ±0        |
|                        | Lista Independiente N° 9 Voluntad General Amazónica     | 21,586       | 25.95        | n/a          | 4         | +4        |
|                        | Lista Independiente N° 5 Movimiento Regionalista Loreto | 10,680       | 12.84        | n/a          | 2         | +2        |
|                        | Izquierda Unida                                         | 9,373        | 11.27        | n/a          | 1         | +1        |
|                        | Partido Socialista de los Trabajadores (PST)            | 4,691        | 5.64         | Nuevo        | 1         | +1        |
|                        | Partido Popular Cristiano (PPC)                         | 3,108        | 3.74         | +0.72        | 0         | ±0        |
|                        | Partido de Integración Nacional (PADIN)                 | 652          | 0.78         | Nuevo        | 0         | ±0        |
|                        | Frente Nacional de Trabajadores y Campesinos (FNTC)     | 566          | 0.68         | –0.03        | 0         | ±0        |
|                        | Lista Independiente N° 13                               | 233          | 0.28         | n/a          | 0         | ±0        |
|                        | Lista Independiente N° 7                                | 145          | 0.17         | n/a          | 0         | ±0        |
|                        |                                                         |              |              |              |           |           |
| Total                  | Total                                                   | 51,495       |              |              | 19        | ±0        |
|                        |                                                         |              |              |              |           |           |
| Votos válidos          | Votos válidos                                           | 83,182       | 88.34        | +8.52        |           |           |
| Votos en blanco        | Votos en blanco                                         | 1,410        | 1.50         | –5.64        |           |           |
| Votos nulos            | Votos nulos                                             | 9,570        | 10.16        | –2.88        |           |           |
| Votos emitidos         | Votos emitidos                                          | 94,162       | 80.12        | +11.26       |           |           |
| Abstenciones           | Abstenciones                                            | 23,369       | 19.88        | –11.26       |           |           |
| Votantes registrados   | Votantes registrados                                    | 117,531      |              |              |           |           |
|                        |                                                         |              |              |              |           |           |
| Fuente:                |                                                         |              |              |              |           |           |

## Elecciones municipales distritales

### Resultados por distrito
La siguiente tabla enumera el control de los distritos de la provincia de Maynas. El cambio de mando de una organización política se resalta del color de ese partido.
| Distrito       | Alcalde(sa) titular         | Partido político           | Partido político           | Alcalde(sa) electo(a)      | Partido político | Partido político        |
| -------------- | --------------------------- | -------------------------- | -------------------------- | -------------------------- | ---------------- | ----------------------- |
| Alto Nanay     | Gilberto del Águila Dávila  |                            | Acción Popular             | Sócrates Yactayo Ruiz      |                  | Partido Aprista Peruano |
| Fernando Lores | Hernán Rengifo Estrella     |                            | Partido Aprista Peruano    | Ernesto Mudarra Córdova    |                  | Partido Aprista Peruano |
| Indiana        | Octavio Santillán Santillán |                            | Acción Popular             | Segundo Sangama Pacaya     |                  | Partido Aprista Peruano |
| Las Amazonas   | Luis Guevara Vásquez        |                            | Acción Popular             | Luis Yoplack Pinedo        |                  | Izquierda Unida         |
| Mazán          | Gil Ríos Velásquez          |                            | Acción Popular             | Estanislao Cardozo Vela    |                  | Partido Aprista Peruano |
| Napo           | Carlos Paredes Padilla      |                            | Partido Aprista Peruano    | Florencio Rosales Anaconda |                  | Partido Aprista Peruano |
| Putumayo       | Wilson Álvarez Muñoz        |                            | Acción Popular             | Rolber Nuima Chota         |                  | Partido Aprista Peruano |
| Torres Causana | Segundo Reátegui Aguilar    |                            | Acción Popular             | Wilson Guerrero Machado    |                  | Partido Aprista Peruano |
| Yaquerana      | Sin información disponible  | Sin información disponible | Sin información disponible | Milton Arriaga del Águila  |                  | Partido Aprista Peruano |